# Палац графині Понінської
Палац графині Понінської — історична будівля в смт Любар, Житомирська область, яку в одиних джерелах називають палацом, а в інших корпусом монастиря.

## Опис
При в'їзді лишилася старовинна брама. Будинок збудовано у стилі неокласицизму. По центру будівлі виділяється ризаліт, який увінчує геометричний фронтон. Фасад декорований пілястрами, об'ємні капітелі яких доповнюють карнизи. Цікавим ритмічним декором є зубці під карнизами: квадратні — на першому поверсі, трикутні ступінчасті — на другом.

## Призначення будівлі
Про те, що будівля є палацом, стверджують місцеві та туристичні сайти, однак у польських джерелах фігурують два палаци Понінських. Один був за часів володіння містом братів Понінських у 1780-1790-х роках. Це міг бути палац, збудований біля замку, тобто, у зовсім іншому місці.
Інший палац — побудований на правому березі Случі Цецилією Валевською-Понінською, навпроти палацу Водзіцьких близько 1853 року.

| На додаток до палацу Валевських та Водзіцьких, в Любарі існувала ще одна, більш скромна резиденція, побудована за цілком незвичних, романтичних обставин близько 1853 р. Сесилією, що народилася Валевською, Клеменсовою Поніньською, сестрою Антонія Валевського, уродженого Педінека та Юзефи Гіжицької, уродженої Молочек. Клеменс Понінський випадково загинув від бродячої кулі в Парижі під час заворушень у 1852 році. Вдова відвезла тіло свого чоловіка до Волині та поховала його в Любарі. Бажаючи бути поруч із гробницею та храмом, вона вибрала своїм місцем околиці постдомініканської церкви. Цей новий класицистський особняк, описаний Й. Дуніном-Карвіцьким як "прекрасний", також був зведений на Слуці, але на березі навпроти палацу Водзіцьких. Протягом декількох десятків років він був одним із центрів суспільного життя в районі. |.
Є згадки, що на 1880 рік змурували двоповерховий житловий корпус на 36 келій, а 1890 року збудували кам'яну в'їзну браму. Це вказує на те, що «палац» та брама — це споруди саме монастиря.

## Галерея

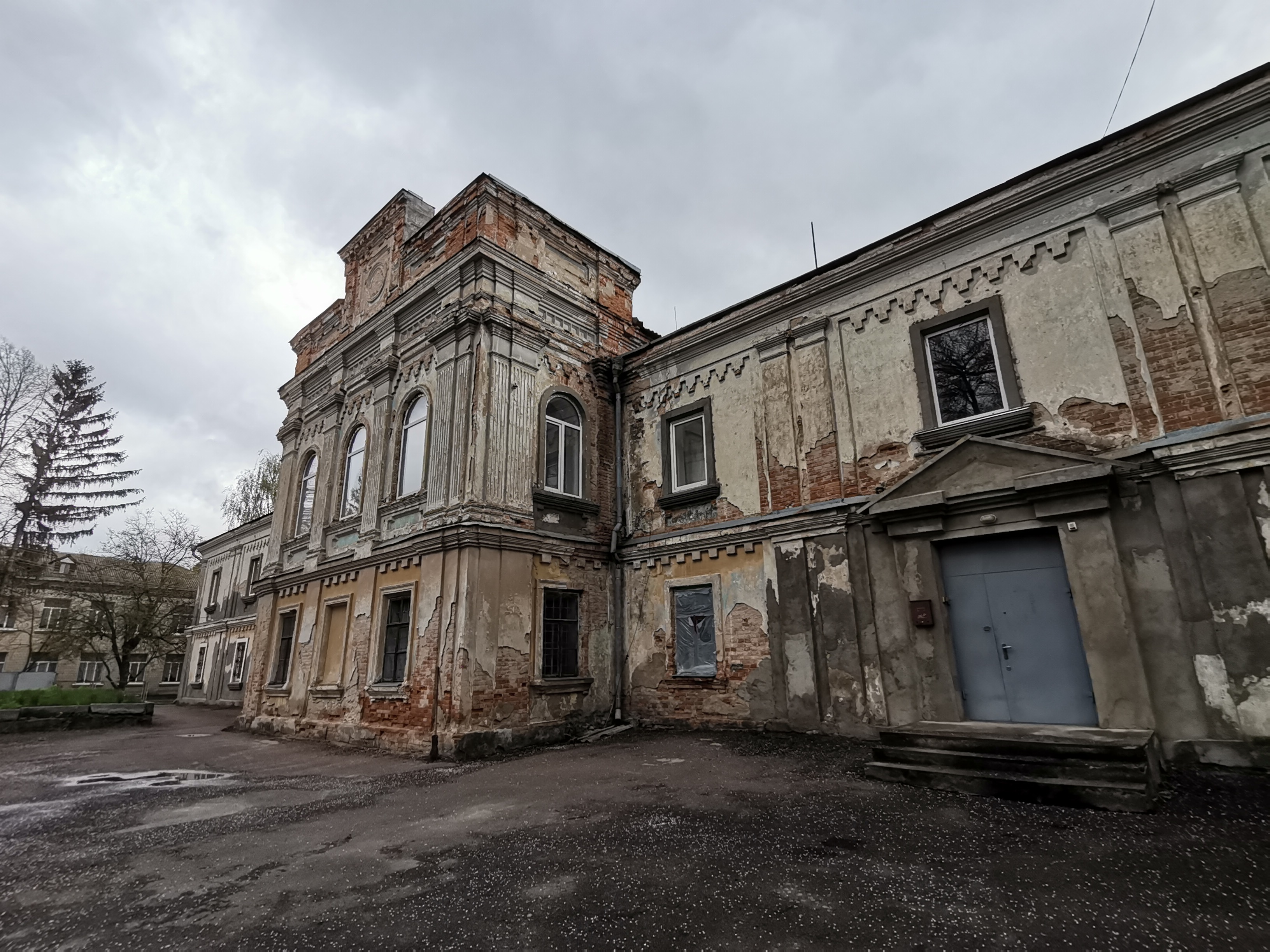
Вид спереду
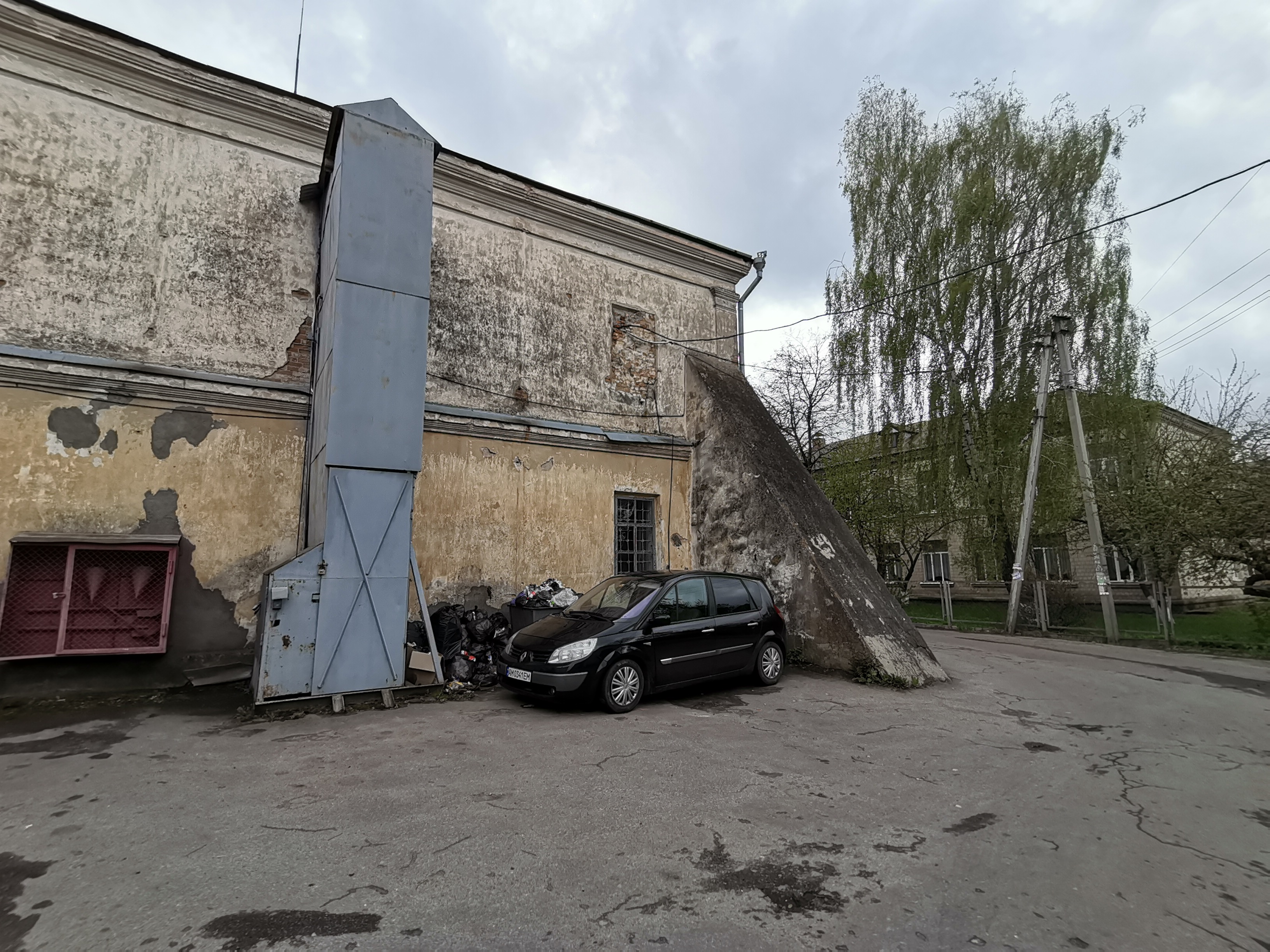
Вид ззаду
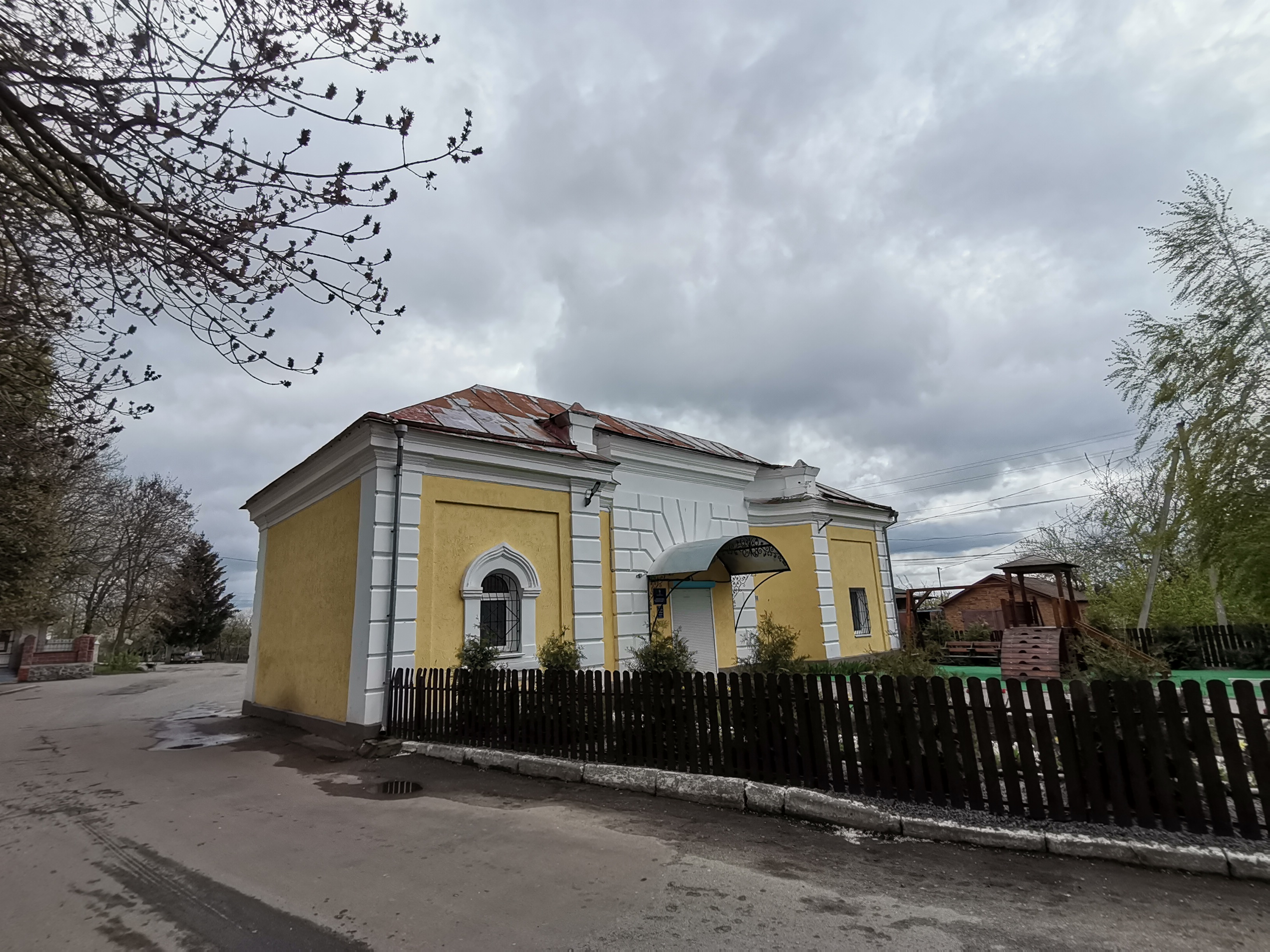
Брама